# Pisione inkoi
Pisione inkoi é uma espécie de anelídeo pertencente à família Sigalionidae.
A autoridade científica da espécie é Martinez, Aguirrezabalaga & Adarraga, tendo sido descrita no ano de 2008.
Trata-se de uma espécie presente no território português, incluindo a sua zona económica exclusiva.